# Prawo o prokuraturze
Ustawa z dnia 28 stycznia 2016 r. Prawo o prokuraturze – polska ustawa uchwalona przez Sejm RP w dniu 28 stycznia 2016 r., regulująca funkcjonowanie i organizację prokuratury.
Ustawa połączyła stanowiska Prokuratora Generalnego i Ministra Sprawiedliwości, utworzyła Prokuraturę Krajową w miejsce Generalnej, prokuratur regionalnych w miejsce apelacyjnych, zlikwidowała Krajową Radę Prokuratury oraz wojskowy pion organizacyjny prokuratury.

## Zakres regulacji
Ustawa określa:
- organizację prokuratury,
- działalność prokuratury,
- powoływanie i odwoływanie, obowiązki i prawa prokuratorów, ich odpowiedzialność karną, dyscyplinarną i służbową
- działalność asesorów prokuratury, asystentów prokuratorów, aplikantów prokuratorskich, urzędników i innych pracowników prokuratury (przez odesłanie),
- zasady przetwarzania danych osobowych.

## Przepisy wprowadzające ustawę
Wraz z ustawą weszła w życie ustawa – Przepisy wprowadzające ustawę, która uchyliła ustawę z dnia 20 czerwca 1985 r. o prokuraturze.